# Conus adami
Espèce
Conus adami est une espèce de mollusques gastéropodes marins de la famille des Conidae.
Comme toutes les espèces du genre Conus, ces escargots sont prédateurs et venimeux. Ils sont capables de « piquer » les humains et doivent donc être manipulés avec précaution, voire pas du tout.

## Description
La taille de la coquille varie entre 29 et 80 mm.

## Distribution
Cette espèce d'escargot conique est endémique à l'Australie et se trouve dans la mer d'Arafura et dans le golfe de Carpentarie.

## Taxonomie

### Publication originale
L'espèce Conus adami a été décrite pour la première fois en 1988 par le malacologiste belge Eduard (Edward) Wils (1925-2012) dans la publication intitulée « Gloria Maris »,.

### Synonymes
- Conus (Plicaustraconus) adami Wils, 1988 · appellation alternative
- Conus trigonus adami Wils, 1988 · non accepté

### Identifiants taxonomiques
Chaque taxon catalogué par les bases de données biologiques et taxonomiques possède un identifiant qui permet d'établir un point de référence. Les identifiants de Conus adami dans les principales bases sont les suivants :
AFD : Conus_(Plicaustraconus)_adami - CoL : 5ZVY6 - GBIF : 5795721 - iNaturalist : 869444 - IRMNG : 11259917 - 